# Im Bett mit Paula
Im Bett mit Paula ist ein Sex-Talk-Format mit Paula Lambert, das von Studio.TV.Film produziert und ab Juli 2012 wöchentlich (6 ×) sonntags um 22 Uhr auf ZDFkultur ausgestrahlt wurde.

## Inhalt
Die Kolumnistin Paula Lambert lädt sich pro Sendung zwei männliche Prominente in ihr Bett und spricht mit ihnen in ironisch-philosophischer Manier über ihr Sexleben und das allgemeine menschliche Paarungsverhalten. Zu Gast bei Im Bett mit Paula waren in den sechs Folgen Nils Bokelberg, RP Kahl, Peer Kusmagk, Timo Jacobs, Gloria Viagra, Dominic Boeer, Murat Topal, Danko Rabrenović, Frank Künster, Constantin von Jascheroff, Mundstuhl und „Stumpen“ (Gero Ivers).

## Rezeption
- Cornelius Pollmer: "Im Bett mit Paula" auf ZDF kultur – Dann lieber gar kein Vorspiel. In: sueddeutsche.de. 8. Juli 2012, abgerufen am 22. Januar 2017.
- Jenni Zylka: Neue Talkshow "Im Bett mit Paula": Verbaler Blümchensex. In: Spiegel Online. 7. Juli 2012, abgerufen am 22. Januar 2017.
- Achim Hahn: Ein Bett, eine Moderatorin und zwei Prominente. Deutschlandfunk, 9. Juli 2012